# Hélio dos Anjos
Hélio César Pinto dos Anjos (Janaúba, 7 de março de 1958) é um treinador e ex-futebolista brasileiro que atuava como goleiro. Atualmente comanda o Clube Náutico Capibaribe, na série C do Campeonato Brasileiro.
Famoso pelo rigor quanto a disciplina dos jogadores, além de ser um revelador de talentos, é o quinto técnico com mais títulos estaduais de primeira divisão (12), atrás somente de Ferdinando Teixeira (13), Vanderlei Luxemburgo (14), Maurício Simões (14) e Givanildo Oliveira (19). Foi campeão consecutivamente de 1995 a 1997, de 1999 a 2000 e de 2020 a 2021.
Uma característica de Hélio dos Anjos é o constante retorno aos clubes que treinou: Goiás (cinco vezes), Náutico (cinco vezes), Vitória (quatro vezes), Juventude (três vezes), Fortaleza (três vezes), Sport (três vezes), Atlético Goianiense (três vezes) e Paysandu (três vezes). Pelo Goiás, clube o qual mais jogos treinou e mais títulos conquistou, foi escolhido pela torcida o treinador da história do clube.

## Carreira como jogador
Quando ainda atuava como jogador na posição de goleiro, Hélio chegou a jogar no Flamengo, entre os anos de 1978 e 1980. Na época era apenas o terceiro goleiro do elenco, atrás do titular Raul Plassmann e do reserva Cantareli.
Também passou por outros clubes, como Cruzeiro e Joinville. No JEC, teve que abandonar prematuramente a carreira em 1986, aos 28 anos, por causa de uma lesão no quadril e, imediatamente, iniciou a carreira de treinador no próprio time catarinense.

## Carreira como treinador

### Juventude
Em 1990, assumiu o Juventude e ficou na terceira posição do Campeonato Brasileiro da Série B.

### Ceará
Dois anos mais tarde, Hélio dos Anjos levou o Ceará à elite do Brasileiro.

### Santo André e XV de Piracicaba
Conseguiu o acesso de divisão com o Santo André em 1993 e com o XV de Piracicaba em 94, quando teve a terceira melhor campanha da Série A2. No mesmo ano ficou na terceira posição no Brasileiro da Série B dirigindo o Atlético Paranaense.

### Remo
Em 1995, conquistou o título estadual de forma invicta dirigindo o Remo.

### Sport
Foi tricampeão pernambucano com o Sport, em 1996, 1997 e 2003.

### Grêmio
No Grêmio, o treinador foi campeão do Torneio Columbino, na Espanha em 1997.

### Náutico
Em 2006, levou o Náutico a primeira divisão do Campeonato Brasileiro, fato que já havia acontecido em 1993.

### Seleção Saudita
De março de 2007 a junho de 2008 treinou a Seleção Saudita, substituindo o compatriota Marcos Paquetá. Nesta seleção, Hélio foi vice-campeão da Copa da Ásia de 2007. O treinador brasileiro foi demitido em junho de 2008, pois Bin Fahad Bin Abdulaziz, príncipe e presidente da Federação Saudita, considerou as atuações da equipe abaixo do esperado.

### Al-Nasr
Em 2010 começou a dirigir o Al-Nasr, dos Emirados Árabes.

### Retorno ao Sport
Em fevereiro de 2011, assumiu o Sport, onde permaneceu até 20 de junho de 2011, quando pediu demissão, após 24 jogos, com 11 vitórias, sete empates e seis derrotas.

### Atlético Goianiense
Chegou no Atlético Goianiense em 2011, onde conseguiu salvar a equipe do descenso à Série B e ainda classificou o time para a Copa Sul-Americana. Hélio permaneceu no Dragão até março de 2012.

### Figueirense e Fortaleza
No mesmo ano passou pelo Figueirense, e em 2013 treinou o Fortaleza.

### Retorno ao Atlético Goianiense
Em 2014, retornou ao Atlético Goianiense, mas não resistiu a uma sequência de resultados ruins na Série B e foi demitido no dia 3 de setembro do mesmo ano.

### Caxias
Acertou com o Caxias em março de 2015, chegando com a difícil missão de livrar o clube do rebaixamento no estadual faltando apenas quatro partidas para o término da competição. Sem conseguir salvar a equipe do rebaixamento no Campeonato Gaúcho, Hélio deixou o comando do clube.

### Retorno ao Goiás
Foi anunciado pelo Goiás no dia dia 6 de abril de 2015, sendo essa a sua quinta passagem pelo Esmeraldino. Foi novamente Campeão Goiano com o clube. Porém, sem vencer por cinco jogos no Campeonato Brasileiro, deixou o clube no dia 22 de junho.

### ABC
Ainda em 2015 comandou o ABC, sendo demitido no dia 9 de outubro, após 11 jogos sem vitórias.

### Najran, Al-Faisaly e Al-Qadsiah
Em 1 de janeiro de 2016, Hélio dos Anjos foi confirmado como novo técnico do Najran Sport Club, da Arábia Saudita.
Já no dia 24 de maio do mesmo ano, foi confirmado como novo treinador do Al-Faisaly, também da Arábia Saudita.
No dia 10 de novembro, Hélio dos Anjos deixou o Al-Faisaly e acertou novamente com outra equipe da Arábia Saudita, o Al-Qadsiah, onde sua passagem teve duração até maio do ano de 2017.

### Sexta passagem pelo Goiás
No dia 16 de setembro de 2017, Hélio dos Anjos foi confirmado como novo técnico do Goiás para o restante do Campeonato Brasileiro da Série B, sendo esta a sexta passagem dele no clube goiano. Hélio teve a difícil missão de livrar o Goiás do rebaixamento para a Série C.
Em 8 de abril de 2018, o Esmeraldino sagrou-se campeão goiano diante da Aparecidense, e Hélio dos Anjos chegou ao seu 5º título goiano, sendo todos no comando do Goiás. No início de maio, a diretoria optou por finalizar a sexta passagem de Hélio dos Anjos no comando do clube goiano por maus resultados no início da Série B; o Esmeraldino realizou uma boa campanha no estadual, liderando a fase de classificação e conquistando a competição. Já pela Copa do Brasil, venceu Sinop, Boa Esporte, Coritiba e Avaí. A má fase chegou na Série B, competição onde o clube esmeraldino conquistou apenas um ponto em quatro partidas, somando 43 jogos e obtendo 18 vitórias, 13 empates e 12 derrotas.

### Ponte Preta
Em 22 de fevereiro de 2022, foi anunciado como novo treinador da Ponte Preta, para a disputa do Campeonato Paulista e da Série B do Brasileirão. Contratado para o lugar de Gilson Kleina na reta final do Paulistão 2022, não conseguiu evitar o pior nas rodadas finais e viu o clube ser rebaixado depois de 23 anos na elite do futebol estadual. Na Série B do mesmo ano, comandou uma reação no segundo turno que tirou a Macaca do sufuco e fez o time chegar a sonhar com o G-4.
Em 2023, conseguiu o acesso e o título na Série A2 e entrou para a história do clube como treinador que quebrou jejum de quase 54 anos sem títulos no clube. Após divergências na montagem do elenco para a disputa da Série B, pediu demissão em 18 de abril de 2023.

### Paysandu
Em 2002 foi contratado para o time de Belém na reta final da Série A daquele ano, onde terminou em 20º lugar entre os 26 participantes. O técnico deixou o clube antes da disputa da Copa Libertadores da América de 2003, apesar dos rumores apontarem problemas com a diretoria, o técnico declarou problemas pessoais.
Em junho de 2019 estreia pela sua 2ª passagem no clube. Apesar da quase invicta campanha na Série C, deixou de conseguir o acesso à segunda divisão após derrota na disputa de pênaltis para o Náutico, onde ocorreu a marcação incorreta de uma penalidade no último lance do jogo regulamentar, erro confesso do árbitro Leandro Pedro Vuaden. Em novembro perdeu a final da copa verde com o clube para o Cuiabá, novamente nos pênaltis. Em 2020 Hélio conquistou seu primeiro título comandando o Paysandu, o Campeonato Paraense de 2020, a 48ª conquista estadual da equipe bicolor, derrotando o rival Clube do Remo em dois jogos. Hélio deixou o clube em setembro, após desentendimentos com a gestão da época, a quem teceu duras críticas.
Em 28 de junho de 2023 foi contratado para sua 3ª passagem pelo Paysandu, no lugar de Marquinhos Santos, para comandar o clube no restante da Série C. Com a missão de escapar do rebaixamento, Hélio conseguiu colocar o time na zona de classificação G-8 ao quadrangular, e posteriormente garantiu o acesso à Série B de 2024.

### CRB
No dia 20 de setembro de 2024, no aniversário do clube, Hélio dos Anjos foi anunciado pelo CRB, com a missão de salvar o time contra o rebaixamento, faltando 11 rodadas para o fim da Série B. Hélio assume o clube na 18° posição, com 26 pontos.

## Títulos

### Como jogador
Flamengo
- Campeonato Carioca: 1978, 1979 (Especial) e 1979
- Taça Guanabara: 1978, 1979 e 1980
- Taça Rio: 1978
- Troféu Cidade de Palma de Mallorca: 1978
- Pedro Magalhães Corrêa: 1979
- Luiz Aranha: 1979
- Jorge Frias de Paula: 1979
- Taça Innocência Pereira Leal: 1979
- Troféu Ramón de Carranza: 1979 e 1980
- Campeonato Brasileiro: 1980
- Troféu Cidade de Santander: 1980
- Torneio das Astúrias: 1980
- Torneio de Algarve: 1980

Joinville
- Campeonato Catarinense: 1981 e 1982

### Como treinador
Juventude
- Campeonato do Interior Gaúcho: 1991, 2001 e 2006

Vitória
- Campeonato Baiano: 1992
- Torneio Internacional Senegal-Brasil: 1992

Remo
- Campeonato Paraense: 1995

Sport
- Campeonato Pernambucano: 1996, 1997 e 2003

Grêmio
- Troféu Colombino: 1997

Goiás
- Campeonato Brasileiro - Série B: 1999
- Campeonato Goiano: 1999, 2000, 2009, 2015 e 2018
- Copa Centro-Oeste: 2000

Paysandu
- Campeonato Paraense: 2020, 2024
- Copa Verde: 2024

Náutico
- Campeonato Pernambucano: 2021

Ponte Preta
- Campeonato Paulista - Série A2: 2023